# Eltern allein zu Haus: Die Schröders
Die Schröders ist ein deutscher Fernsehfilm von Josh Broecker aus dem Jahr 2017. Im Mittelpunkt dieser ersten Episode der drei Filme umfassenden Minireihe Eltern allein zu Haus steht das Ehepaar Sabine und Bernd Schröder, verkörpert von Ann-Kathrin Kramer und Harald Krassnitzer. Die jeweilige Episode beleuchtet einen Lebensabschnitt der Familie, deren Namen sie trägt.

## Handlung
Sabine und Bernd Schröder mussten sich in der Vergangenheit bereits von ihren älteren Söhnen verabschieden, nun wird auch der jüngste Sohn flügge. Für die Schröders beginnt nun ein Leben mit mehr Freiheiten, doch der Schein trügt. Gerade Sabine weiß mit der neu gewonnenen Freiheit wenig anzufangen und versucht es mit Tanzkursen, Stadion-Besuchen beim HSV, Paartherapie und einer Watt-Wanderung. All diese Unternehmungen enden in mittleren Katastrophen und Sabine beschließt, wieder als Krankenschwester zu arbeiten, was ihrem Ehemann Bernd, der sich selbst immer mehr seiner Elektronik-Firma widmet, wenig behagt. Es kommt zum handfesten Streit und Sabine fasst den Entschluss, ausziehen.
Nach einiger Zeit wird dem Paar klar, dass es doch etwas gemeinsam hat. Schließlich ersteht Sabine Flugtickets, für ein Ziel, das unbekannt ist. Ihr Mann Bernd hat gerade einmal fünf Minuten Zeit, um zu überlegen, ob er sich auf dieses Abenteuer einlässt. Kurzentschlossen delegiert er die Leitung seiner Firma und ist bereit für den Abenteuerurlaub an der Seite seiner Frau. Am Urlaubsort angekommen, sehen die Eheleute sich jedoch immer wieder damit konfrontiert, dass sie ihre Söhne mehr vermissen, als sie geglaubt haben.

## Produktion
Die Schröders wurde vom 25. August bis zum 26. Oktober 2015 an Schauplätzen in Hamburg und Umgebung gedreht. Es ist unter anderem die originale Schwebebahn zu sehen. Produziert wurde der Film von der ASP Aspekt Telefilm-Produktion GmbH.

## Kritik
Die Kritiker der Fernsehzeitschrift TV Spielfilm zeigten mit dem Daumen nach oben, vergaben für Humor, Anspruch und Spannung je einen von drei möglichen Punkten und zogen das Resümee: „Mild-ironische Nettigkeit über reife Paare“.